# Лизел Хубер
Лизел Хубер (на английски: Liezel Huber), родена Хорн, е южноафриканско-американска професионална тенисистка, която представлява САЩ в международен план от август 2007 година. Хубер е печелила четири титли от Големия шлем на двойки при жените с Кара Блек, една с Лиза Реймънд и две титли в смесени двойки с Боб Брайън. На 12 ноември 2007 г. Хубер става световният номер 1 в двойките заедно с Кара Блек. На 19 април 2010 г. Хубер става номер 1 на сингъл за първи път в кариерата си.

## Личен живот
През 1992 г., на 15-годишна възраст Хубер се мести от Южна Африка в САЩ, за да посещава тенис академията на Ван Дер Меер в Хилтън Хед, Южна Каролина. Оттогава пребивава в САЩ, като през юли 2007 г. става натурализиран американски гражданин. През февруари 2000 г. се омъжва за Тони Хубер, американец.
През 2005 г. учредява фондация „Каузата на Лизел“, за да събере пари и основни консумативи за подпомагане на жертвите на урагана Катрина.
Хубер се състезава от името на САЩ на Олимпиадата в Пекин през 2008 г. на двойки, като си партнира с бившата световна номер 1 (както на сингъл, така и на двойки) Линдзи Дейвънпорт; двойката стига до четвъртфинали. На Олимпийските игри в Лондон през 2012 г. Хубер си партнира с Лиза Реймънд и заедно стигат до полуфинал, където губят от чешките тенисистки Андреа Хлавачкова и Луцие Храдецка. Мача за бронзов медал Хубер и Реймънд губят от руската двойка Мария Кириленко и Надя Петрова. На същите игри в смесените двойки Хубер си партнира с Боб Брайън, но отпада в първия рунд.

## Професионална кариера
Специалността на Лизел Хубер е предимно играта на двойки – дисциплина, в която е постигнала една от най-добрите професионални кариери. В кариерата си е спечелила общо 64 титли за жени на двойки; от които 53 са на WTA Тур и 11 на веригата турнири за жени на Международната тенис федерация. На сингъл най-добрият резултат в кариерата ѝ е достигането до четвъртфиналите на турнира в Патая през 2001 г., където губи от Хенриета Нагьова. Хубер участва два пъти като сингъл в турнири от Големия шлем, които губи от Линдзи Дейвънпорт във втория кръг на Откритото първенство на Франция през 1998 г. и от Ралука Санду в първия кръг на Откритото първенство на САЩ през 1999 г. Най-високото ѝ класиране на сингъл е номер 131 в света, което постига на 29 март 1999 г.
Хубер се радва на успешни партньорства с тенисистки като Магдалена Малеева, Ай Сугияма, Мартина Навратилова, Линдзи Дейвънпорт, Кара Блек, Саня Мирза, Надя Петрова, Бетани Матек-Сандс, Мария Хосе Мартинес Санчес и Лиза Реймънд. Играла е на финала и на четирите турнира от Големия шлем, като е печелила във всички с изключение на Откритото първенство на Франция. Има общо пет титли за жени на двойки от Големия шлем с трима партньори и печели два от петте финала за смесени двойки, в които играе.
Много тенис експерти смятат Хубер и нейната партньорка от Зимбабве Кара Блек за един от най-добрите женски отбори на двойки в историята от средата на 2005 г. до началото на 2010 г. Заедно двойката стига до седем финала на двойки при жените, спечелвайки четири. Двете имат общо 29 титли заедно на WTA Тур. Партньорството им се разпада внезапно през април 2010 г.
Хубер се радва на успех и в смесените двойки, спечелвайки две титли с американската легенда при двойките за мъже Боб Брайън – по една на Откритото първенство на Франция през 2009 г. и на Откритото първенство на САЩ през 2010 г. Тя стига до първия смесен финал в кариерата си с брата на Боб, Майк Брайън, на шампионата Уимбълдън през 2001 г., а на други два финала от Големия шлем играе с Кевин Улиет (Откритото първенство на Австралия през 2005 г.) и Джейми Мъри (Откритото първенство на САЩ през 2008 г.)
Хубер се радва на впечатляващ успех и в националното състезание на САЩ Фед Къп. Тя записва рекорден резултат 9 – 3 с отбора на Южна Африка за Фед Къп, като всички мачове, освен един, играе на двойки. Впоследствие Хубер става основен член на отбора на САЩ във Фед Къп, поставяйки рекорд от 6 – 2 в игра на двойки. В състезанието Хубер играе с Джули Дити, Ваня Кинг, Бетани Матек-Сандс, Мелани Удин и Слоун Стивънс.